# BMW F48
BMW F48 (eller BMW X1) är en crossover som den tyska biltillverkaren BMW introducerade hösten 2015.
Den andra generationen BMW X1 delar den framhjulsdrivna UKL-plattformen med BMW 2 serie Active Tourer och Mini F56. Fyrhjulsdrift erbjuds till de större motorversionerna.

## Motor
| Modell          | Årsmodell | Motor                    | Cylindervolym | Effekt | Bränslesystem                      |
| --------------- | --------- | ------------------------ | ------------- | ------ | ---------------------------------- |
| X1 sDrive 16d   | 2016-22   | B37: 3-cyl radmotor DOHC | 1496 cm³      | 116 hk | Common rail turbodiesel            |
| X1 s/xDrive 18d | 2016-22   | N47: 4-cyl radmotor DOHC | 1995 cm³      | 150 hk | Common rail turbodiesel            |
| X1 xDrive 20d   | 2016-22   | N47: 4-cyl radmotor DOHC | 1995 cm³      | 190 hk | Common rail turbodiesel            |
| X1 xDrive 25d   | 2016-22   | N47: 4-cyl radmotor DOHC | 1995 cm³      | 231 hk | Common rail turbodiesel            |
| X1 sDrive 18i   | 2016-22   | B38: 3-cyl radmotor DOHC | 1499 cm³      | 136 hk | Direktinsprutning, turbo           |
| X1 xDrive 20i   | 2016-22   | B48: 4-cyl radmotor DOHC | 1998 cm³      | 192 hk | Direktinsprutning, turbo           |
| X1 xDrive 25i   | 2016-22   | B48: 4-cyl radmotor DOHC | 1998 cm³      | 231 hk | Direktinsprutning, turbo           |
| X1 xDrive 25e   | 2020-22   | B38: 3-cyl radmotor DOHC | 1499 cm³      | 220 hk | Direktinsprutning, turbo + elmotor |